# Dubiaranea distincta
Dubiaranea distincta är en spindelart som först beskrevs av Hercule Nicolet 1849.  Dubiaranea distincta ingår i släktet Dubiaranea och familjen täckvävarspindlar. Inga underarter finns listade i Catalogue of Life.